# 吕斯里
吕斯里（法語：L'Huisserie，法語發音：[lɥisʁi]）是法国马耶讷省的一个市镇，位于该省中部，属于拉瓦勒区和拉瓦勒城市公共社区。

## 地理
吕斯里（48°1'26"N, 0°46'8"W）面积14.72 平方千米，位于法国卢瓦尔河地区大区马耶讷省，该省份为法国西北部内陆省份，北起芒什省和奧恩省，西接伊勒-维莱讷省，南至曼恩-卢瓦尔省，东临萨尔特省。
与吕斯里接壤的市镇（或旧市镇、城区）包括：拉瓦勒、昂特拉姆、蒙蒂涅勒布里扬、维宽河畔尼耶。

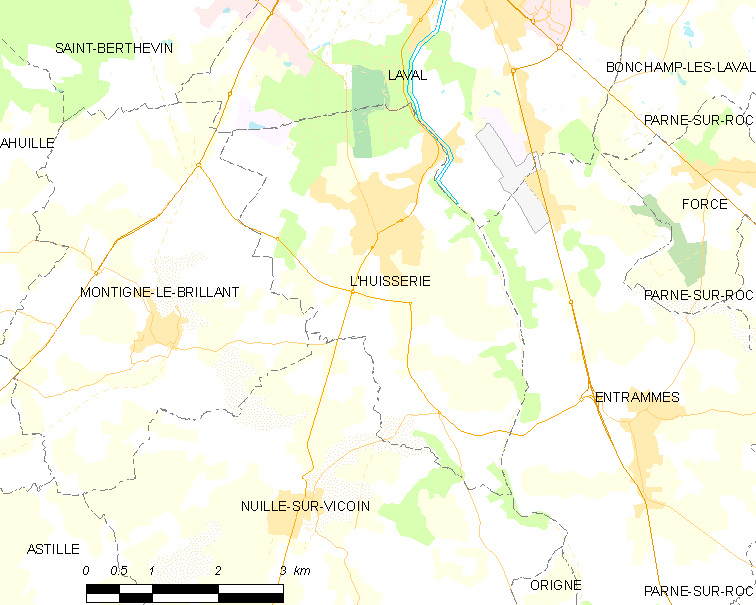
吕斯里的OSM定位图

吕斯里的时区为UTC+01:00、UTC+02:00（夏令时）。

## 行政
吕斯里的邮政编码为53970，INSEE市镇编码为53119。

## 政治
吕斯里所属的省级选区为吕斯里县。

## 人口

1962-2008年间吕斯里人口变化图示

吕斯里于2022年1月1日时的人口数量为4554人。